# Ёж (топология)
Ёж в общей топологии — пример метризуемого пространства. Строится из центральной точки {\displaystyle O}, единичного полуинтервала {\displaystyle \mathbb {P} =(0,1]} и произвольного множества {\displaystyle S} заданной мощности {\displaystyle {\mathfrak {m}}}, называемой колючестью ежа, как:
{\displaystyle J({\mathfrak {m}})=\{O\}\cup (\mathbb {P} \times S)},
с введением метрики следующим образом:
1. {\displaystyle d(O,(x,s))=x}
2. {\displaystyle d((x,s_{1}),(y,s_{2}))={\begin{cases}|x-y|,&s_{1}=s_{2}\\x+y,&s_{1}\neq s_{2}\end{cases}}}.

Название возникло из-за ассоциации с «иголками» из отрезков, торчащими из точки. «Колючесть» в этой ассоциации сопоставляется с количеством игл.
Таким образом, {\displaystyle J(0)} — просто точка {\displaystyle O}, {\displaystyle J(1)=J(2)} — отрезок.

## Свойства
- Ёж заданной колючести не зависит от выбора множества {\displaystyle S} с точностью до гомеоморфизма.

- Теорема Ковальского о еже: Счётная степень ежа колючести {\displaystyle {\mathfrak {m}}} (при {\displaystyle {\mathfrak {m}}\geq \aleph _{0}}) является универсальным пространством для всех метризуемых пространств веса {\displaystyle {\mathfrak {m}}}. То есть любое метризуемое пространство веса {\displaystyle {\mathfrak {m}}} гомеоморфно подпространству счётной степени ежа колючести {\displaystyle {\mathfrak {m}}}.[1]

- Ёж является полным пространством, также не является вполне ограниченным пространством, при {\displaystyle {\mathfrak {m}}\geq \aleph _{0}}[2], не сильно паракомпактен при {\displaystyle {\mathfrak {m}}>\aleph _{0}}[3].

- Ёж не является локально сепарабельным при {\displaystyle {\mathfrak {m}}>\aleph _{0}}[4].

- {\displaystyle J({\mathfrak {m}})} вкладывается в {\displaystyle J({\mathfrak {n}})} при {\displaystyle {\mathfrak {m}}\leq {\mathfrak {n}}}.

- {\displaystyle J({\mathfrak {m}})} вкладывается в плоскость {\displaystyle \mathbb {R} ^{2}} только при {\displaystyle {\mathfrak {m}}<\aleph _{0}} .

- Если {\displaystyle {\mathfrak {m}}} — конечно, то вес, плотность, характер, клеточность и число Линделёфа ежа {\displaystyle J({\mathfrak {m}})} равны {\displaystyle \aleph _{0}}. Иначе (при {\displaystyle {\mathfrak {m}}\geq \aleph _{0}}) характер равен {\displaystyle \aleph _{0}}, а вес, плотность, клеточность и число Линделёфа равны {\displaystyle {\mathfrak {m}}}[5].

- Квадрат триноги {\displaystyle J(3)} не вкладывается в трёхмерное евклидово пространство {\displaystyle \mathbb {R} ^{3}}.

- На плоскости ({\displaystyle \mathbb {R} ^{2}}) нельзя расположить несчётное количество триодов {\displaystyle J(3)} так, чтобы они попарно не пересекались.

- Образ ежа при открытом отображении — снова ёж не большей колючести (здесь следует аккуратно понимать совпадающие случаи {\displaystyle J(1)} и {\displaystyle J(2)}).